# Дайбастер: дотянись до неба — 2!
«Дайбастер: дотянись до неба — 2!» (яп. トップをねらえ 2! Топпу о нэраэ цу:!, букв. Стремись к вершине 2!), также известный как Gunbuster 2 —  шестисерийная OVA 2004 года производства студии Gainax, режиссёром которой выступил Кадзуя Цурумаки, сценаристом — Ёдзи Энокидо, а дизайнером персонажей — Ёсиюки Садамото. Выпущена в 2004 году в честь 20-летия студии и является продолжением оригинального Gunbuster 1988 года. Раскадровку четвёртой серии сделал Хидэаки Анно. В 2006 году вышел фильм Toppu o Nerae! & Toppu o Nerae 2! Gattai Gekijōban!!, объединивший «Ганбастер» и «Дайбастер». В 2010 году телеканал AT-X показал компиляцию, а в 2014 году — сериал. Права на франшизу перешли к Fukushima Gainax, которая с 2018 года стала называться Gaina. Это произошло без уведомления сотрудников Studio Khara, в прошлом работавших над обоими выпусками. По словам Анно, он так и не получил средства, которые причитались ему за «Ганбастер».
В 2023 году впервые состоится показ Diebuster в японских кинотеатрах в честь 35-летия франшизы.

## Сюжет
Действие происходит через двенадцать тысяч земных лет после основных событий Gunbuster, но до его окончания. Чёрные дыры всё также существуют. Космические монстры по-прежнему охотятся на людей, но они преуспели в борьбе с чудовищами и даже расселились по Солнечной системе. Группа подростков-пилотов, известных как Топлес, контролирует меха силой разума. Но политики и военные чувствуют угрозу, исходящую от элитного братства, и думают, что те являются врагами человечества. Ноно, простая деревенская девушка с розовыми волосами, очень хочет стать космическим пилотом и сбегает из родного дома на Марсе. На учёбу денег не хватает, поэтому приходится работать официанткой. Ей не везёт, получается только носить странный наряд горничной. Посетители кафе интересуются телом работницы, и однажды флирт выходит за рамки. Ноно спасает гордая и смелая Ларк, первая в отряде против монстров, управляющая Бастер-машиной Диз-Нёф. Их знакомство со временем переходит в дружбу и нечто большее. «Старшая сестра» становится любимым человеком, ради которого Ноно готова пожертвовать собой.
Ноно самовольно запускает Диз-Нёф, сражается вместе с Ларк, совершает подвиг и принимается в братство. Она не помнит прошлого, где родилась, из какой семьи. Космические чудовища нападают из-за существования Топлес, что вызывает подозрения военного командования. Проблема отряда в том, что как только подростки становятся старше, они теряют свои способности. В ходе многочисленных сражений выясняется, что монстры на самом деле были Бастер-машинами первого поколения, которые человечество раньше использовало для защиты. Может ли Топлес сделать людей счастливыми, остановить войну и принести мир, вылечить болезни, подарить детям на Юпитере снег и встретиться с умершими — Ноно верит в это и старается изо всех сил. Чтобы помочь кому-то, нужно не сдаваться самому. Ноно оказалась Бастером в белом костюме и с ярко-рыжими волосами, потому её возможности и не были ограничены.
Ларк, «та, кто двигает планеты», убеждена, что человечество можно спасти лишь одним способом — принести в жертву Землю. Бастер-машины бессмертны, а Топлес для них — только батарейки. Много лет назад легендарная Ноно-Рири спасла Солнечную систему. Но герои всегда одиноки. Ларк хотела, чтобы Ноно была рядом. Красный Дайбастер не только останавливает Землю, которая летит на столкновение с последним монстром, но и побеждает врага двойным ударом Инадзумы вместе с Диз-Нёф. Массивная чёрная дыра разрывается и уже не представляет угрозы. Победа оказалась горькой — Ноно должна уйти. Ларк оплакивает её. Ответ на вопрос, зачем нужны способности Топлес, заключался в том, что благодаря этому девушки смогли встретиться. Если не отказываться от мечты, она сбудется. Десять лет спустя Ларк работает защитником природы на Окинаве. Её бывшие сослуживцы отправились в разные уголки космоса. Жизнь идёт своим чередом. Ларк стоит на вершине холма, смотрит на звёздное небо и понимает, что Ноно-Рири возвращается. Желание исполняется.

## Роли озвучивали
| Актёр             | Роль                  |
| ----------------- | --------------------- |
| Маая Сакамото     | Ларк Мелк Мал         |
| Юкари Фукуи       | Ноно                  |
| Миюки Савасиро    | Тихо Сайенс           |
| Мицуо Ивата       | Никола Вашерон        |
| Такуми Ямадзаки   | Касио Такасиро        |
| Хидэюки Умэдзу    | Хатори                |
| Хироки Тоти       | Ниго                  |
| Киёси Кавакубо    | адмирал Дорасо        |
| Санаэ Кобаяси     | Пьяже Серпентин       |
| Юки Мацуока       | Лёкультр Серпентин    |
| Акио Суяма        | Рой Аньян             |
| Гара Такасима     | коммодор Заха         |
| Хитоми Набатамэ   | Вита Нова             |
| Кэй Кобаяси       | Гурка Кукшис          |
| Нодзому Сасаки    | Гойя Рэйси            |
| Сидзука Ито       | Пасика Песка Персикум |
| Такаси Кондо      | Василий Иванович      |
| Ёсинори Сонобэ    | Картофель Патата      |
| Ёко Хонна         | Лонган Нгок Кам       |
| Ю Кобаяси         | Цитрон Лимон          |
| Юко Кайда         | Лю Сун                |
| Рюносукэ Обаяси   | капитан               |
| Рёка Юдзуки       | оператор              |
| Дайсукэ Кирии     | член экипажа          |
| Дайсукэ Оно       | член экипажа          |
| Такафуми Каваками | член экипажа          |
| Тэцухару Ота      | член экипажа          |
| Хироси Янака      | солдат                |
| Сиро Исимода      | солдат                |
| Кацуносукэ Хори   | старый мастер         |
| Коити Китамура    | старейшина            |
| Мами Кояма        | владелец магазина     |

## Список серий
| № | Название | Премьера в Японии    |
| - | --- | -------------------- |
| 1 | Please Let Me Call You Big Sister! «Onee-sama to Yobasete Kudasai!» (お姉さまと呼ばせてください!)                  | 26 ноября 2004 года  |
| 2 | Don't Call Me Big Sis! «Onee-sama Nanka ni Naritakunai!» (お姉さまなんかになりたくない)                            | 4 февраля 2005 года  |
| 3 | I Hate Topless! «Topless Nante Daikirai!» (トップレスなんて大嫌い)                                                 | 24 июня 2005 года    |
| 4 | Resurrection! The Legendary Buster Machine! «Fukkatsu! Densetsu no Buster Machine!» (復活!! 伝説のバスターマシン!) | 28 октября 2005 года |
| 5 | Mover of Planets «Hoshi wo Ugokasumono» (星を動かすもの)                                                           | 24 марта 2006 года   |
| 6 | The Story of Your Life «Anata no jinsei no Monogatari» (あなたの人生の物語)                                        | 25 августа 2006 года |

## Выпуск
Diebuster был впервые издан в 2004—2006 годах на 6 DVD в формате 1,78:1 (16:9) и со звуком Dolby Digital 2.0 и 5.1. В 2008 году вышел Blu-ray с фильмом Gunbuster vs. Diebuster Aim for the Top! The GATTAI!!. В 2012 году появилась полная версия сериала на Blu-ray, который занял 4 место в чарте Oricon. Страница Aim for the Top 2! была размещена на сайте Bandai Channel. В 2022 году Bandai переиздала сборник иллюстраций и материалов 2012 года Aim for the Top! Complete Collection. The collection of Gunbuster/Diebuster and more, где присутствовало интервью с Ёсиюки Садамото. В 2023 году выходит стандартное издание Blu-ray, отличие заключается в новых иллюстрациях, нарисованных дизайнером Ёсицунэ Идзуной.  
В 2007 году Bandai Visual USA выпустила Diebuster на 3 DVD. Как и в случае с ранним тиражом, американское представительство решило издать сериал без дубляжа, полагая, что это будет интересно только фанатам. Данное обстоятельство разочаровывало и снижало конкурентоспособность релиза для более широкой аудитории. Неприемлемыми стали орфографические ошибки и грубая редакция субтитров с дилетантским шрифтом, а также цена — 40 долларов за диск с двумя сериями и получасовым дополнением. Ни коробки, ни сопутствующих товаров не было. Руководство Bandai Visual ответило на вопросы поклонников, что компании не хватило правильного понимания того, насколько аниме-маркетинг в США отличается от Японии. Из достоинств можно отметить саундтрек 2.0 и 5.1, который дополняет визуальные эффекты. Лучшим является японское озвучивание, передающее дух аниме про гигантских роботов. Джазовая песня «Groovin' Magic» начинается со второй серии и напоминает заставку к «Чобитам», в то время как «Stardust Tears» сыграна в J-rock. На первом диске есть два дополнения: эндинг без титров и 29-минутное видео на японском языке: разговор с режиссёром и «Fraternity Press», где участвуют Юкари Фукуи (Ноно) и кукольная версия одного из мех. Английский перевод фрагмента доступен только в 20-страничном буклете. Там присутствуют интервью с персоналом, профили персонажей и фотографии, а также первые две части «Урока науки» из Gunbuster в печатном виде. Примечательно, что трейлеров нет. В третьей серии появляются новые персонажи, поэтому на экране отображается много субтитров, из-за чего рекомендуется нажимать на паузу, чтобы не пропустить важные моменты. Недостатки предыдущего DVD были исправлены, хотя можно усомниться в переводе уничижительного прозвища Ноно — «dodo-head» (тупоголовая). Дополнения ко второму диску: 23-минутное интервью со сценаристом и 20-страничный буклет с описанием героев и техники, а также энциклопедией сериала. Последняя серия начинается с абсурдной фразы, претендующей на классику: «Из-за аварии со множеством машин движение на атмосферном маршруте 8 затруднено на протяжении 600 000 километров. Ожидается, что проезд займёт 80 часов». Без знакомства с оригиналом раскрытие личности Ноно-Рири и финальные 10 минут не будут иметь особого смысла. Дополнением на третьем диске является трейлер к фильму Gunbuster vs. Diebuster. Прилагается 20-страничный буклет с английским переводом титров и многочисленными интервью, среди которых главное с режиссёром и сценаристом. Это следует читать после просмотра сериала.
Что касается фильма, то соотношение сторон было разное: Gunbuster обычно шёл в 1,33:1, а Diebuster — в 1,78:1. Во втором случае палитра более привлекательная. Английский дубляж тоже отсутствовал (это необычно для аниме, выпущенного в США), в наличии только две японские звуковые дорожки, Dolby TrueHD 5.1 и PCM 2.0. Хорошо использован канал низкочастотных эффектов. PCM 2.0 превосходный, хотя и не такой многонаправленный, как 5.1. Доступны английские и французские субтитры. Комплект Blu-ray включал третий бонусный диск с дополнительными материалами, из которых интерес представляли интервью с актёрами озвучивания. Релиз предназначался для поклонников франшизы. Для остальных зрителей больше подходит современный Diebuster. Американское издание Bandai продавалось за 100 долларов. Оценка DVD Talk — «на один раз».
В 2013 году Gunbuster 2: Diebuster был лицензирован компанией Discotek Media, на этот раз дисков оказалось всего два. 
В 2008 году «Дайбастер» выпущен в России компанией Reanimedia на 3 DVD. Установлено возрастное ограничение — детям до 12 лет просмотр разрешён в сопровождении родителей. Коллекционное издание представляло собой диджипак с дисками, оформление выгодно отличалось от стандартного. На обложке изображена Ноно в костюме работницы бара со шваброй в руке на фоне меха Диз-нёф и Ларк. Сзади присутствовали скриншоты в восьмиугольных окнах с красными и голубыми границами. Там же можно найти описание сериала, краткие сведения о создателях, полный список авторов, информацию о правах, технические характеристики и данные о бонусах. «Книга» при развороте имеет четыре стороны, через которые растягивается абстрактный фон из опенинга. На них располагается по одному диску, на четвертой есть карман, куда вложены три открытки. Внешние листы украшены изображениями Ноно, Ларк и другими членами братства на фоне космоса и боевых действий в белых рамках. Бонусы: 3 коллекционные открытки размером 125х175, магниты 60х85 и нашивка на одежду для левой руки. Заказавшим в интернет-магазине Reanimedia также присылала плакат 41,5х59 с Ноно, Ларк и Диз-нёф. Это больше подходит для отаку и поклонников «Дайбастера». Самым полезным является 64-страничный буклет 140х185. Обложка была чёрного цвета с красным названием аниме, надписью «Коллекционное издание», а в самом низу — краткое содержание. Сзади присутствуют логотипы Reanimedia и Gainax, в центре — Ноно. Есть недостаток — при малейшем прикосновении на буклете остаются следы. Остальное безупречно: «книга» крепкая, бумага качественная. Данный буклет содержит важные сюжетные детали, поэтому рекомендуется читать его после просмотра соответствующей серии (всего шесть разделов). Информация разнообразная: интервью с авторами, краткая биография, описание персонажей, роботов, инопланетных чудовищ, многочисленная научная информация о космосе и сведения о фантастических реалиях. Материал легко читается. На предпоследней странице находятся комментарии переводчика Натальи Румак. Видео представлено в 16:9, PAL Progressive, пара серий записана на двуслойный диск. Качество отличное, на больших экранах проблем нет. Звук: русский дубляж 5.1 и перевод надписей, японский 5.1 и 2.0 плюс полные субтитры. Рецензент превосходно оценил работу Reanimedia по озвучиванию. Меню анимировано в стиле опенинга под музыку. Вместе с появляющимися героями в окне проигрывается видео из серий. Переходы между опциями плавные — снизу вверх летит Диз-нёф. Дополнения состоят из двух частей: «Дайбастер-ТВ» на первом и втором дисках и опенинга и эндинга без титров на третьем. «Дайбастер-ТВ» включает подробные интервью с авторами продолжительностью около 55 минут. В первой части можно увидеть Юкари Фукуи в костюме Ноно. Раздел переведён, но русские субтитры отключить нельзя, формат — 4:3, звук невысокого качества. Дальше идут анонсы Reanimedia: «Союз Серокрылых», «Гуррен-Лаганн», «Меланхолия Харухи Судзумии», «Девочка, покорившая время», «Пять сантиметров в секунду» и «Магазинчик ужасов».

## Музыка
| №   | Название                                                            | Длительность |
| --- | ------------------------------------------------------------------- | ------------ |
| 1.  | «Les Prés»                                                          | 2:54         |
| 2.  | «Groovin' Magic»                                                    | 4:23         |
| 3.  | «Topless»                                                           | 1:44         |
| 4.  | «Nono»                                                              | 1:47         |
| 5.  | «Retreat Command»                                                   | 1:44         |
| 6.  | «Space Monster»                                                     | 1:43         |
| 7.  | «Exotic Maneuver»                                                   | 1:51         |
| 8.  | «Lark Melk Marre»                                                   | 1:45         |
| 9.  | «City and Stars»                                                    | 1:34         |
| 10. | «Eyecatch»                                                          | 0:08         |
| 11. | «Vingt-Sept»                                                        | 1:45         |
| 12. | «Dix-Neuf»                                                          | 1:19         |
| 13. | «Escape Velocity»                                                   | 2:24         |
| 14. | «Fraternity»                                                        | 1:29         |
| 15. | «Jupiter Express»                                                   | 1:12         |
| 16. | «Snow»                                                              | 0:25         |
| 17. | «Chiko Science»                                                     | 1:29         |
| 18. | «Night on Jupiter»                                                  | 1:49         |
| 19. | «All Units, Attack!»                                                | 1:47         |
| 20. | «Buster Machine's Soul»                                             | 2:04         |
| 21. | «End of the War»                                                    | 0:23         |
| 22. | «Quiet Universe»                                                    | 1:33         |
| 23. | «4th Episode Subtitle»                                              | 0:16         |
| 24. | «Titan Variable Gravity Well»                                       | 1:22         |
| 25. | «Skylark»                                                           | 2:08         |
| 26. | «Shadow of Death»                                                   | 1:34         |
| 27. | «Buster Machine March»                                              | 1:40         |
| 28. | «Buster Machine No.7»                                               | 1:48         |
| 29. | «Stardust Tears»                                                    | 4:11         |
| 30. | «Unknown Comet»                                                     | 1:18         |
| 31. | «Kaminatukisei»                                                     | 0:40         |
| 32. | «Betrayal»                                                          | 0:18         |
| 33. | «The Story of Mars' Last Bird»                                      | 1:55         |
| 34. | «Space Monsters' Nest»                                              | 1:54         |
| 35. | «Exelio Variable Gravity Well»                                      | 1:19         |
| 36. | «Decision»                                                          | 1:58         |
| 37. | «Expedition»                                                        | 2:46         |
| 38. | «Marineris' Snowfield»                                              | 1:59         |
| 39. | «Memories»                                                          | 0:38         |
| 40. | «Douze Mille»                                                       | 1:30         |
| 41. | «Inazuma Double Kick»                                               | 1:56         |
| 42. | «Naked Singularity — Memory from 5 Billion 670 Million Years Later» | 1:31         |
| 43. | «Clean Up After Yourself»                                           | 5:03         |

Начальная композиция:
1. «Groovin' Magic», в исполнении группы Round Table и Nino

Завершающие композиции:
1. «Stardust Tears», в исполнении Acko (1—5 серии)
2. «Tatsu Tori Ato o Nigosa zu», в исполнении Кохэя Танаки (6 серия)

Саундтрек был издан Victor Entertainment в 2006 году. Опенинг вышел на сингле и альбоме Round Table. Также продавалась радиопостановка Top wo Nerae 2! Topless Drama! с участием сэйю Diebuster и Gunbuster (Юкари Фукуи, Маая Сакамото, Миюки Савасиро, Мицуо Ивата, Такуми Ямадзаки, Санаэ Кобаяси, Юки Мацуока, Юко Кайда, Кэй Кобаяси, Сидзука Ито, Норико Хидака, Рэй Сакума, Мария Кавамура и Норио Вакамото).  
Участники записи
Кохэй Танака — музыка и аранжировка (кроме 2, 25 и 29), (1, 3—28, 30—43): Митио Нагаока — бас, Эйдзи Симамура и Ацуо Окамото — барабаны, Хироси Имаидзуми и Дзюн Сумида — гитара, Элтон Нагата и Масато Мацуда — фортепиано, Masatsugu Shinozaki group — струнные, Мидори Такада и Тамао Фудзии — перкуссия, Такаси Асахи, Хидэё Такакува и Нами Канэко — флейта, Сатоси Сёдзи и Масакадзу Исибаси — гобой, Масаси Тогамэ и Тадаси Хосино — кларнет,  Масахико Сугасака, Хитоси Ёкояма, Кодзи Нисимура, Тосио Араки и Мицукуни Кохата — труба, Осаму Мацумото, Эйдзиро Накагава, Макио Окава, Дзюнко Ямасиро и Канадэ Сисиути — тромбон, Отохико Фудзита, Хироси Минами, Ясуси Кацумата, Таро Симода, Ё Окамура, Тэцуо Такано, Митиё Санума, Юкихиро Накадзава и Минору Хирокава — горн, Киёси Сато — туба, Томоюки Асакава — арфа;  
Риэко Ито — музыка, слова, клавиши и хор (2), Nino — вокал и хор (2), Round Table — аранжировка (2), Ясуси Сакураи — аранжировка и программирование (2), Дан Миякава — аранжировка струнных (2), Кацутоси Китагава — запись вокала (2), Манабу Тигасаки — бас (2), Тосио Яманоти — электрогитара (2), Матаро Мисава — перкуссия (2), Gen Ittetsu group — струнные (2), Эйдзи Нисики — музыка (25), Кадзухико Савагути — аранжировка (25), Acko — слова и вокал (29), Руи Нагаи — музыка и аранжировка, инструменты, хор (29).
Сингл Groovin' Magic записан и сведён на MIT studio, звукорежиссёр — Масаси Ябухара, мастеринг — Хироси Кавасаки, продюсер — Сиро Сасаки (Victor Entertainment), обложка — Ёсиюки Садамото.

## Отзывы и критика
Diebuster — сиквел, поставленный Кадзуей Цурумаки, является не столько продолжением, сколько обновлением исходного материала, соответствующим потребностям современного зрителя аниме. Стиль ближе к таким сериалам, как FLCL и «Абэнобаси: волшебный торговый квартал». Уровень анимации постепенно снижается и останавливается в первой половине последней серии. Предположительно, авторы экономили бюджет. Саундтрек довольно легко забывается, озвучивание типичное, за исключением крика врага, пожирающего галактику. Это гротескный продукт Gainax с большим количеством фансервиса, настолько глупого, что создатели умышленно разместили его. Вышла даже не научная фантастика, а меха-комедия. Reanimedia заметила, что шестисерийное «продолжение» Gunbuster на деле оказалось самостоятельным произведением, вольной фантазией на тему «безбашенных» космических приключений и настоящих, без ложного пафоса, героических поступков.
Майкл Тул в авторской рубрике на сайте Anime News Network подчеркнул, что Gunbuster 2 является своеобразным переименованием. Bandai Visual USA сделала так, чтобы показать связь между сериалами, в противном случае это могло не быть очевидным. Даже если не учитывать разницу во времени, выпуски смотрятся по-разному, а первый Gunbuster не был широко известен. Кроме того, в японских дополнительных материалах Aim for the Top 2! никогда не упоминается как Gunbuster 2. Такое похоже на решение изменить название «Империя наносит ответный удар» на «Звёздные войны 2» для уверенности, чтобы зрители знали их преемственность. Gunbuster 2 необходим для понимания Gainax. Наряду с высказыванием Цурумаки «никогда не доверяйте взрослым», сериал больше говорит о потребности в героях и стремлении делать добрые дела. Ларк замечает, что даже в детстве есть желание помочь тому, кто страдает и просит поддержки. Ютака Идзубути, который брал интервью у режиссёра и сценариста, сказал, что обе части Aim for the Top! посвящены тому, чтобы взять вещи, которые люди больше всего любили с ранних лет, и нарисовать их. Анно и компания выросли на токусацу, спортивных аниме и научной фантастике. Цурумаки шёл вслед за ними; замедление времени в Gunbuster сравнивается с «Бесконечной войной» Джо Холдемана, а тысячелетние реликвии в космосе Gunbuster 2 напоминают «Звёзды в наследство» Джеймса Хогана. Продолжение с его образами горничных, мегаспутников и гиперактивных боевиков кажется тем, чем жили отаку 2004 года. В любом случае, данные аниме представляют собой Gainax в прошлом и настоящем; единственное, что осталось — шутки про уклонение от уплаты налогов. Gunbuster 2 — достойное продолжение, но незавершённое: Энокидо посмеялся, что это всего лишь вторая часть истории, охватывающей 4,8 миллиарда лет.
В конце 1980-х годов Хидэаки Анно продемонстрировал в «Ганбастере», что нишевый мир анимации «только на видео» — всего лишь холст, за которым находится дверь в космос. Повторить это режиссёру удалось лишь однажды, в «Евангелионе» для телевидения, а у других людей и вовсе не получилось. Из таких попыток — не засчитанных, но старательных — «Дайбастер: дотянись до неба — 2!» Цурумаки. Он быстро стал ведущим режиссёром Gainax и мастером своего дела (возможно, «Конец Евангелиона» снят больше им, чем Анно). Следующая удача, FLCL, вернула студии гордость и обожание фанатов, но создателя в ранг великих творцов не зачислила. Потом вышел «Дайбастер», который осведомлён о собственной абсурдности. Продолжение омрачено переизбытком идей и концепций: не всё вошло даже в сопроводительный буклет. Но когда речь идёт о жизни и смерти, не героев, а всего человечества, глупость оказывается болезненно логичной. Как и оригинал, «Дайбастер» часто выглядит дёшево, местами и целыми сериями размениваясь на визуальные гэги и фансервис. Иногда кажется, что он выходит у авторов из-под контроля, а потом собирается в целое, карикатуры превращаются в героев, а те — в богов. Однако в игре на этом необъятном поле постановщики упускают главное. В аниме достаточно привязанности, преданности и поклонения, но мало любви. Не хочется сводить это к разнице между фанатом и профессионалом. И всё же, придётся осознать, почему умный и въедливый Цурумаки с превосходной анимацией, мастерским сценарием и отличными актёрами вдруг проиграл грубоватому, неумелому и сентиментальному дебютанту Анно. Когда воображаемый матч заканчивается, выясняется, что мяч попадает в те же самые ворота — и это лучшее, что есть в «Дайбастере».
«Ганбастер 2»  — необычное аниме, потому что продолжения часто снимаются на пике популярности главного произведения, а здесь вышел беспрецедентный случай. Учитывая, что стало с Nadia: The Secret of Blue Water, когда полнометражный фильм испортил репутацию оригинальному сериалу Хидэаки Анно, имелись весомые сомнения по поводу смены режиссёра. Но успокоило то, что Aim for the Top 2! создал Кадзуя Цурумаки, известный в Gainax своей работой над FLCL, помимо «Евангелиона». На шесть серий он потратил три года. Все эти факты позволяли зрителям рассчитывать на потрясающий эффект, как минимум, повторяющий «Фури-кури». Хотя сначала непонятно, что получилось — сиквел,  приквел, или вообще отдельная история? Как связаны две части «Ганбастера» — неясно до самого конца, даже не указывается год, ни одного намёка на время действия. Тем не менее, общую деталь можно увидеть практически сразу — стремление к вершине, как и в названии. Главных героинь объединяет упорство, с которым они идут к своей цели. За основу взята та же борьба с пришельцами ради сохранения мира. В остальном сериалы получились очень разные. «Ганбастер 2» снят в привычном стиле Цурумаки: яркий рисунок, разнотипные действия, большая нереалистичность, которые кажутся сумасшедшими, выходящими за грань логики и мыслей. Похожее было в FLCL (изображение и характер персонажей), однако, наполнение отличается. Это всего лишь маска, скрывающая действительность. Некоторые моменты вызывают улыбку, но за глуповатым и, на первый взгляд, несерьёзным повествованием, стоит борьба. Не монстров и роботов, не отдельных личностей, а борьба с собой — насколько далеко человек может зайти для достижения цели, во имя спасения других, стремясь к вершине. Драматически-депрессивный налёт под комедийной оболочкой чувствуется быстро. Технически сериал выполнен немного ниже уровня «Фури-кури», графика по-прежнему красивая. Музыка не столь великолепна, хотя и производит нужный эффект в битвах, явно уступает саундтреку The Pillows. Именно по духу «Ганбастер 2» полностью совпадает с оригиналом. Речь идёт не о пародировании деталей, а о сути. Это ощущается, прежде всего, в персонажах, а не в схожей тематике боёв в космосе. Стержень, заложенный Анно в OVA пятнадцатилетней давности, с успехом перенял Цурумаки, и его результат можно считать отличным.
THEM Anime оценил на три из пяти звёзд. Рецензенту очень понравился Gunbuster. Анимация была превосходной, история хорошо продумана, персонажи сталкивались с трудными решениями, которые принимали с достоинством и отвагой. 15 лет спустя Gainax выпустила Diebuster, продолжение оригинала с точки зрения обстановки и сюжетной линии, но его можно считать последователем FLCL, потому что там работал почти тот же персонал. Из-за этого и разницы во времени, новая OVA сильно отличается. Вышло ли плохо? Зависит от того, о чём идёт речь. Студия не занималась ерундой, включив спортивную пародию в научно-фантастическую мыльную оперу. Качество серий однородное, что снижает удовольствие от просмотра. Сюжет хорошо идёт от начала к концу, но не всегда понятно, что происходит. Есть несколько причин, одна из которых заключается в том, что аниме Gainax может быть слишком грандиозным, чтобы уместиться в 6 серий. В любом случае, Diebuster содержит множество отсылок к первоисточнику. Несколько примеров: вызов пилотов Топлес, близкие отношения Ларк и Ноно, нумерация Бастеров. Однако, тесной связи с оригиналом нет. Увиденное трудно воспринимать всерьёз. В середине есть сюжетный поворот, который можно понять, только посмотрев Gunbuster — такое скорее запутывало, чем шокировало. Замедление времени, ранее настолько важное, теперь не имеет значения, персонажи путешествуют на сверхсветовой скорости без последствий. Никто не упоминает, как людям удалось обойти это. Цивилизация подчиняет себе время, но не может вылечить болезнь из космоса. Diebuster как сиквел кажется искусственным и надуманным. Легко видно, что Gainax переделала сюжет, разрывая связь с Gunbuster, извлекая выгоду. Иначе по отдельности всё могло быть лучше. Если отбросить негатив, то получается весёлая OVA. Сражения эпичны и вызывают благоговение, Ноно очаровательна, хотя и наивна, её решимость и привязанность к Ларк вдохновляют. Больше смысла появится при втором просмотре. Зрители, не являющиеся поклонниками меха или научной фантастики, удаляют одну звезду. В данном аниме много фансервиса и наготы в каждой серии (рейтинг PG-13), включая сцену, где Ноно буквально понимает, что значит быть топлес. Здесь хватает и насилия, как правило, между роботами и инопланетянами. Также рекомендуется «Гуррен-Лаганн».